# Ernst Dronke (Schriftsteller)

Ernst Dronke

Ernst Andreas Dominicus Dronke (* 17. August 1822 in Koblenz; † 2. November 1891 in Liverpool) war ein Schriftsteller und Publizist. Er war Weggefährte von Karl Marx.

## Leben
Dronke, Sohn des Pädagogen Ernst Friedrich Johann Dronke (1797–1849), erhielt auf dem königlichen Gymnasium Coblenz sein Abitur und er studierte Jura an der Friedrich-Wilhelms-Universität zu Bonn (1839–42), Philipps-Universität in Marburg (1842–43) und an der Friedrich-Wilhelms-Universität zu Berlin (1843–44). In Bonn gehörte er dem Corps Palatia an.
Nach der Promotion als Journalist in Berlin, von wo er 1845 wegen der kommunistischen Tendenzen seiner Arbeiten ausgewiesen wurde (ähnlich erging es ihm in Leipzig). Dronke hat diese Art der Verfolgung in mehreren Texten seiner Polizei-Geschichten thematisiert. 1846 veröffentlichte er mit Berlin sein wichtigstes Buch, das eine soziale Bestandsaufnahme der Großstadt im Wandel der frühen Industrialisierung darstellt. Der kritische Blick dieses Buches ist geschult an Bettine von Arnim und Georg Büchner; es richtet sich auch gegen die grassierende Mode der Geheimnis-Romane, in denen die „Nachtseiten der Gesellschaft“ zu pittoresker Feuilleton-Unterhaltung verarbeitet wurden.
Für die Publikation von Berlin wurde Dronke wegen Majestätsbeleidigung, Beleidigung des Berliner Polizeipräsidenten und Kritik an den Landesgesetzen zu zwei Jahren Festungshaft verurteilt. In den Wirren der Revolution floh er aus der Festung Wesel nach Brüssel. Dort machte er Bekanntschaft mit Friedrich Engels, später mit Karl Marx. Im April 1848 begleitete er ihn zusammen mit Friedrich Engels von Paris nach Köln und wurde dort Redaktionsmitglied der Neuen Rheinischen Zeitung, für die auch Georg Weerth arbeitete. Er war Mitglied im Bund der Kommunisten. 1849 emigrierte er in die Schweiz und später nach England, wo er sich ab 1852 aus der Politik zurückzog. Marx und Engels warfen ihm kleinbürgerliche Einstellung vor, im Exil kam es zu weiterer Entfremdung. Dronke machte sich als Kaufmann selbständig und etablierte sich als Agent einer Kupferminengesellschaft. Nach Deutschland ist er nicht mehr zurückgekehrt.

## Werke
- Armsünder-Stimmen. 12 Lieder. Altenburg 1846.
- Polizei-Geschichten. Leipzig 1846. (Digitalisat und Volltext im Deutschen Textarchiv). Neuausgabe Hofenberg, Berlin 2020, ISBN 978-3-7437-3627-6.
- Aus dem Volk. Frankfurt a. M. 1846.
- Die Maikönigin. Ein Volksleben am Rhein. Leipzig 1846. Digitalisat
- Berlin. 2 Bde. Frankfurt a. M. 1846.  Digitalisat des ersten Bandes, Digitalisat des zweiten Bandes.
- Die Prozeß-Verhandlungen gegen Ernst Dronke vor dem Zuchtpolizeigericht zu Koblenz am 10. April und 6. Mai 1847. Zur Charakteristik der neuen Erscheinung eines Tendenz-Prozesses und der Unterziehung eines Ausländers wegen im Auslande ausgeübter straflosen Handlungen unter die Strafbegriffe der preuß. Gesetze.Jurany, Leipzig 1847 Digitalisat
- Polizei-Geschichten. Neue, ill. Ausgabe. Leipzig u. a. 1850.
- Die Maikönigin. Ein Volksleben am Rhein. Leipzig und Meißen 1850

Neuausgaben, die auch biographische Angaben zu Dronke enthalten:
- Berlin, illustriert mit 85 zeitgenössischen Bildwerken - Ernst Dronke ; mit einem Vorwort versehen von Hans Christoph Buch, Berlin : AB - Die Andere Bibliothek, 2019, ISBN 978-3-8477-0021-0
- Berlin. Hg. und mit einem Nachwort von Irina Hundt. Ruetten & Loening, Berlin 1987.
- Berlin. Gekürzter Nachdruck der Erstausg. Mit einem Nachwort von Rainer Nitsche. Darmstadt u. a. 1974.
- Polizei-Geschichten. Mit einem Nachwort von Erich Edler. Faks.-Druck. Göttingen 1968.
- Polizei-Geschichten sowie der Prozeß gegen denselben vor dem Zuchtpolizeigericht zu Koblenz (1847). Hg. und mit einem Nachwort von Detlev Wagner. Berlin [1979]. ISBN 3-87628-156-3
- Aus dem Volk & Polizei-Geschichten. Frühsozialistische Novellen von Ernst Dronke 1846. Hrsg. u. mit einem Nachwort von Bodo Rollka. Köln 1981. (= iLv leske republik. Materialien zum Vormärz. Bd. 13.) ISBN 3-434-00518-8
- Die Maikönigin. Ein Volksleben am Rhein. In: Dorfgeschichten aus dem Vormärz. Hg. und mit einem Nachwort versehen von Hartmut Kircher. Bd. 2.  Köln 1981, S. 19–142.